# Laschinger Seafood
Die Laschinger Seafood GmbH mit Sitz in Deggendorf ist nach eigenen Angaben Weltmarktführer für die Verarbeitung von Räucherlachs.

## Geschichte
1979 gründete der Namensgeber der Firma Rudolf Laschinger in Birkenthal eine Forellenzucht mit Räucherei, die 1985 in Laschinger GmbH umfirmierte. 1991 wurde für die Lachszucht die Tochterfirma Laschinger Holding AS in Bergen (Norwegen) errichtet. Zeitgleich erwarb Laschinger 50 % an der Fischräucherei Erzgebirge (Annaberg-Buchholz). 1994 und 1998 wurden mehrere Lachsfarmen auf den Shetland-Inseln aufgekauft. Am Gründungsort Bischofsmais konnten 1999 die Produktionsstätten modernisiert und erweitert werden. Nach mehreren Umfirmierungen und der Fusion 2007 mit der polnischen Morpol S.A., bei der Morpol sämtliche Anteile an Laschinger erwarb, wurde 2010 die Laschinger GmbH in Laschinger Seafood GmbH umbenannt. 2012 erfolgte der Umzug der Firma nach Deggendorf. Im Jahr 2013 wurde das Mutterunternehmen Morpol inklusive Laschinger von der norwegischen Marine Harvest ASA übernommen.

## Standorte
Die Laschinger/Morpol-Gruppe, die auch als Laschinger Aqua Group auftritt, ist an folgenden Standorten vertreten:
- Deggendorf (Firmensitz)
- Ustka (Produktionsstandort, an dem von ca. 2.500 Mitarbeitern pro Jahr 60.000 Tonnen Lachs geräuchert werden)
- Lębork (Lachsräucherei mit 500 Mitarbeitern, Jahresproduktion ca. 7.000 Tonnen) und
- Harsum  (Verarbeitung von Frischfisch).[5]

## Sortiment
Laschinger Seafood vertreibt vor allem Lachs, darunter Räucher- und marinierten Lachs. Geräucherte Lachsforellen und Makrelenfilets wie auch Tiefkühlprodukte werden vertrieben. Zur Kundschaft gehören große Handelsketten, Privathaushalte, Kreuzfahrtschiffe und Cateringunternehmen von Fluggesellschaften.

## Auszeichnungen
Laschinger Seafood wurde mehrfach mit DLG-Prämierungen in Gold, Silber und Bronze ausgezeichnet. 2014 erhielt sie den DLG-Preis für langjährige Produktqualität.